# Il était une fois à Hollywood (roman)
Pour les articles homonymes, voir Il était une fois à Hollywood et Once Upon a Time.
Cet article concerne le roman de Quentin Tarantino. Pour son film, voir Once Upon a Time… in Hollywood.
Il était une fois à Hollywood (titre original : Once Upon a Time in Hollywood: A Novel) est un roman de Quentin Tarantino, paru en 2021. Premier roman écrit par le cinéaste américain, il est la novélisation agrémentée du scénario de son long métrage Once Upon a Time… in Hollywood sorti en 2019.
Dès sa sortie, il figure à la première place de la New York Times Best Seller list.

## Résumé
À Hollywood, en 1969, l'acteur Rick Dalton, jadis une vedette, avec quelques films à succès et surtout son propre feuilleton télévisée, Chasseur de primes, n'est plus qu'une ancienne gloire, un acteur has been. On ne lui propose que des rôles de méchants dans des séries. Il noie son chagrin dans l'alcool, notamment le Whiskey sour. Sa rencontre avec l'agent Marvin Schwarz de William Morris Agency ne va pas arranger les choses. Ce dernier, pourtant grand fan de son travail, ne lui propose que des films européens. Son ami Cliff Booth — également son ancienne doublure cascades, chauffeur et homme à tout faire — tente de lui remonter le moral. Cliff a par ailleurs une réputation très sulfureuse, et pas seulement sur les plateaux de tournage : une rumeur très répandue est qu'il a assassiné sa femme et réussi à éviter toute condamnation.
Sharon Tate, qui avait quitté le Texas pour devenir star de cinéma à Los Angeles, a réalisé son rêve. Elle vit désormais dans une somptueuse villa de Cielo Drive, sur les collines de Hollywood. Elle est en couple avec le réalisateur du moment, Roman Polanski. De son côté, Charles Manson — sorti de prison quelques années plus tôt — est devenu le leader spirituel d'une bande de hippies azimutés. Mais l'homme rêve de devenir tout autre chose : une star du rock 'n' roll.

## Historique
En novembre 2020, il est annoncé que Quentin Tarantino a signé un contrat pour deux livres avec l'éditeur HarperCollins. Le premier est une novélisation de son film Once Upon a Time… in Hollywood sorti un an plus tôt.
Plus qu'une simple novélisation, Quentin Tarantino décrit le roman comme « une refonte complète de toute l'histoire » avec notamment deux chapitres racontant l'histoire de Cliff Booth. Il déclare notamment :

« Je ne prends pas simplement mon scénario pour en tirer une forme littéraire, je raconte autrement cette histoire, sous forme de roman. Ce n'est pas “Oh, ok, il lui restait des scènes coupées alors il les a ajoutées dans son livre”. J'ai complètement repensé cette histoire, pas seulement pour y intégrer les séquences qui n'avaient pas survécu à la salle de montage. J'ai fait énormément de recherches pour écrire ce roman. Ça m'a pris cinq ans. Il y a plein de choses qui n'ont jamais été pensées pour intégrer le film, mais qui m'ont permis de construire mon récit et de mieux comprendre ses personnages... J'essaye d'offrir une version littéraire à ces personnages. Si le livre avait existé avant, le film aurait été directement tiré de ce matériau. Vous savez quand vous prenez un roman inadaptable et que vous essayez d'en tirer un film ? Pour moi, ce film, c'est ça. Le livre est une version bien plus riche que le film. »

— Podcast Pure Cinema, 2021

## Sortie

### Promotion
Le 21 juin 2021, Harper Perennial dévoile une bande-annonce pour la sortie du roman, avec de nombreuses images inédites du film. En France, le roman est édité par Fayard et publié le 25 août 2021.

### Version audio
Le 29 juin 2021, le roman est publié aux États-Unis dont une version en livre audio en anglais racontée par l'actrice Jennifer Jason Leigh. Cette dernière était apparue dans Les Huit Salopards, précédent film de Quentin Tarantino. Le cinéaste justifie ce choix en décrivant son personnage, Daisy Domergue, comme « une Manson girl hors de l'Ouest, comme Susan Atkins ou autre ».

### Critiques
Le journaliste Dwight Garner du The New York Times écrit notamment que Quentin Tarantino n'est « pas là pour nous impressionner par la complexité de ses phrases. [...] Il est ici pour raconter une histoire à prendre ou à laisser à la façon d'Elmore Leonard. [...] Il comprend que la culture pop est ce que l'Amérique a au lieu de la mythologie ». Dans The Guardian, Peter Bradshaw écrit quant à lui : « Tarantino a fait une carrière d'alchimiste de déchets cinématographiques en or [...] Maintenant, il a fait la même chose avec ... le plus “pulpeux” des pulps. [...] Le livre est tout à fait scandaleux et d'une lecture addictive selon ses propres termes. » Charles Arrowsmith du Washington Post loue également l'ambiance pulp du roman ainsi que ses « dialogues explosifs » qui sont « presque aussi efficace écrit que lu à haute voix ».
Katie Rosseinsky du Evening Standard écrit notamment « Il est difficile d'échapper au sentiment que Tarantino écrit sa propre fanfiction - mais avec un flair indéniable. » Kayleigh Donaldson de Pajibi est moins enthousiaste : « Les compétences de Tarantino ne sont pas les mieux adaptées à la forme du roman... C'est presque fascinant de voir comment [le roman] rend le film moins intéressant. »
En France, dans Le Figaro Magazine, Frédéric Beigbeder écrit : « Il était une fois à Hollywood était un chef-d'œuvre sur grand écran ; il perd toute légèreté sur le papier ».

## Commentaires

### «Suite»
En juin 2021, Quentin Tarantino révèle avoir écrit un roman complémentaire sur les films de Rick Dalton, intitulé The Films of Rick Dalton, qu'il envisage de publier.

### Différences majeures avec le film
Comme il le raconte dans le podcast Pure Cinema en 2021, Quentin Tarantino voulait notamment développer le personnage de Cliff Booth, incarné à l'écran par Brad Pitt : « Dans le film, Cliff est une véritable énigme, détaille son créateur. On se demande ce que cherche ce mec. L'un des trucs forts du livre, c'est qu'il y aura des chapitres entiers consacrés à son passé. Des flashbacks, qui reviendront dans le temps pour raconter l'histoire de Cliff et comment il en est arrivé là dans sa vie. Puis on reprendra le cours du récit, avant de lire un autre chapitre sur son passé. Chacun de ces chapitres isolés formera une sorte de courte nouvelle pulp et bizarre autour de Cliff. » Le roman revient ainsi sur la cinéphilie de Cliff, notamment son amour du cinéma étranger, contrairement à son patron Rick Dalton qui ne jure que pas le cinéma hollywoodien. Cliff est notamment fan d'Akira Kurosawa, de Toshirō Mifune ou encore de Jean-Paul Belmondo. Un chapitre décrit notamment un rendez-vous galant qu'il a avec la secrétaire de Marvin Schwarz (Mlle Himmelsteen) où ils vont voir au cinéma le sulfureux film suédois Je suis curieuse de Vilgot Sjöman. On découvre également le passé de héros de guerre de Cliff ou encore la vérité sur la mort de sa femme.
Par ailleurs, de nombreux personnages — dont certaines célébrités — sont présents dans le roman mais pas dans le film :
- Dennis Wilson : le batteur du groupe The Beach Boys a emmené les membres de la « famille Manson », Ella Jo Bailey et Patricia Krenwinkel, chez lui. Manson enregistre par ailleurs des chansons qu'il a écrites dans le home studio du frère de Dennis, Brian. Les Beach Boys s'inspireront de la chanson Cease to Exist pour leur titre Never Learn Not to Love[17].
- Terry Melcher : ce producteur de musique pour Columbia Records, par ailleurs fils de Doris Day, rencontre Charles Manson chez Dennis Wilson. Manson se rend ensuite plusieurs fois chez Melcher au 10050 Cielo Drive (en) (future adresse de Sharon Tate et Roman Polanski), dans l'espoir de lancer sa carrière musicale[17],[18]
- Candice Bergen : l'actrice est la petite-amie de Terry Melcher et vit avec lui à Cielo Drive[17]
- Andrew Duggan : l'acteur incarne Murdoch Lancer dans la série télévisée Lancer[19]
- Jim Brown : l'ancien joueur de NFL devenu acteur croise la route de Cliff Booth lors du tournage de Les Cent Fusils en Espagne. Cliff Booth deviendra après cela le seul homme blanc connu pour avoir remporté une bagarre contre Jim Brown[16]. Quentin Tarantino a envisagé de l'inclure dans le script du film et avait imaginé Jamie Foxx dans le rôle[20].
- Aldo Ray : un chapitre entier lui est consacré à cet acteur, notamment avec l'histoire d'une bouteille de gin achetée auprès de Booth qui lui a valu d'être renvoyé de l'un des westerns spaghetti dans lequel jouait Rick Dalton[16]. Quentin Tarantino avait rendu hommage à Aldo Ray avec le personnage d'Aldo Raine dans son Inglourious Basterds (2009).

Quentin Tarantino fait aussi un clin d'œil à sa propre vie en incluant Curtis Zastoupil, qui a été un temps marié à sa mère Connie McHugh. Dans le roman, Curtis demande un autographe à Rick Dalton pour un petit garçon de six ans : Quentin Tarantino. Par ailleurs, dans le livre, Cliff Booth va voir un double programme érotique au cinéma Eros, qui deviendra plus tard le New Beverly Cinema et sera racheté par Quentin Tarantino en 2007.

### Dédicaces
L'auteur dédie le roman à sa femme Daniella et à son fils Leo (né en 2020) ainsi qu'à tous les acteurs qui lui ont raconté des histoires et anecdotes sur Hollywood : Bruce Dern, David Carradine, Burt Reynolds, Robert Blake, Michael Park, Robert Fortster « et tout particulièrement Kurt Russell ».